# Polyrhachis scutulata
Polyrhachis scutulata är en myrart som beskrevs av Smith 1859. Polyrhachis scutulata ingår i släktet Polyrhachis och familjen myror. Inga underarter finns listade i Catalogue of Life.